# Casa da Moeda Imperial

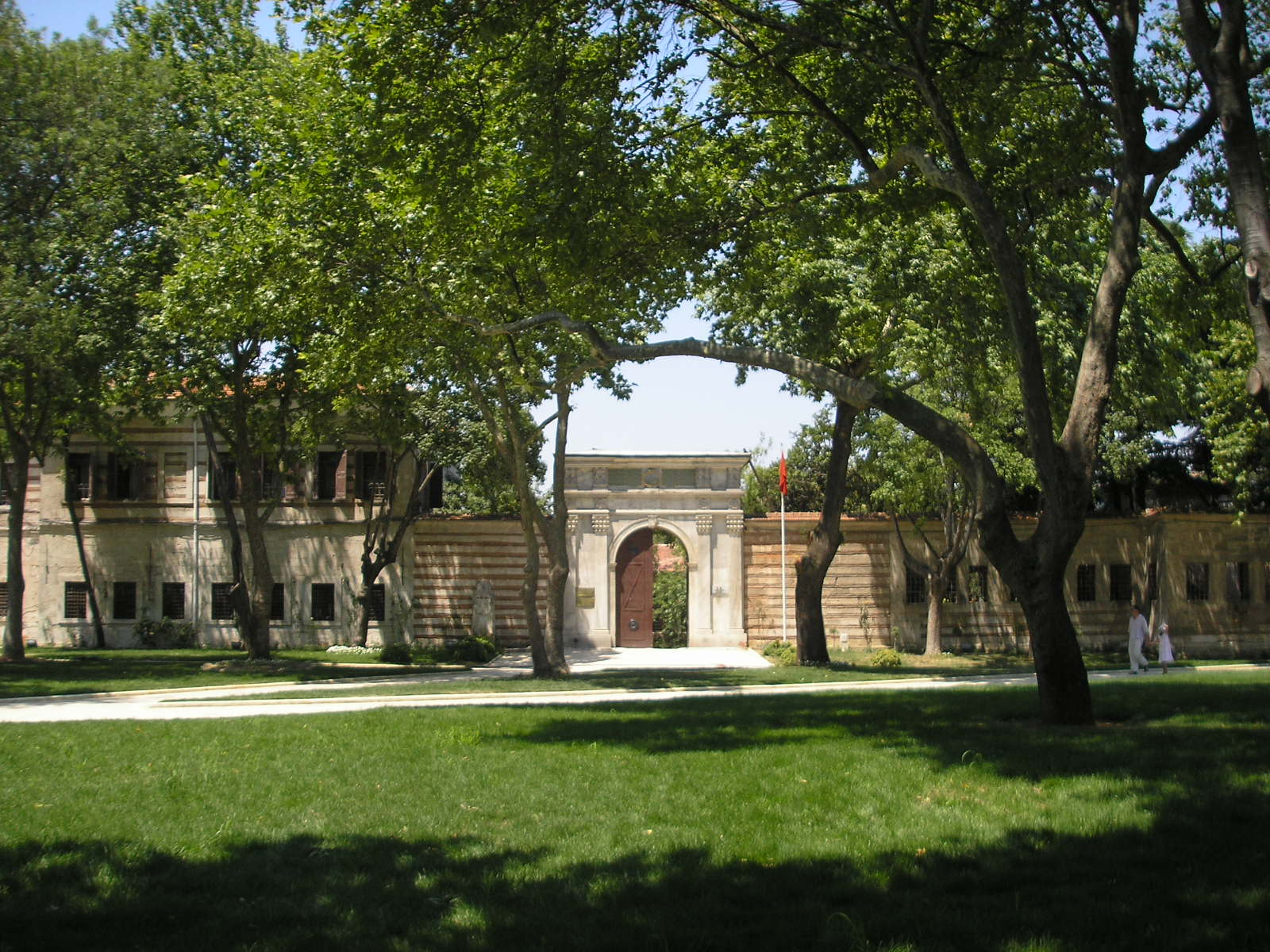
Fachada da Casa da Moeda Imperial.

A Casa da Moeda Imperial (em turco:  Darphane-i Âmire) está situada no primeiro pátio do Palácio Topkapı em Istambul, na Turquia.
É um edifício que data do século XIX, fundado por Mamude II. Substituí o edifício da anterior casa da moeda que se encontrava no mesmo lugar desde 1727. Em 1967 a Casa da Moeda da Turquia se trasladou, quedando o edifício como pavilhão de exposições sobre a historia da cidade.